# Distretto di Capaso
Il distretto di Capazo è uno dei cinque distretti della provincia di El Collao, in Perù. Si trova nella regione di Puno e si estende su una superficie di 1.039,25 chilometri quadrati.

Istituito il 29 settembre 1988, ha per capitale la città di Capazo; nel censimento 2005 si contava una popolazione di 1.830 unità.